# ETIM
ETIM er et initiativ til standardisering af den elektroniske udveksling af produktdata for at muliggøre elektronisk handel med disse produkter. Standarden er udviklet, så den imødekommer industriernes krav og muliggør en ensartet og teknisk beskrivelse af produkterne og deres opgave. ETIM benyttes i 18 europæiske lande og hvert land, som er med i ordningen, har en national ETIM organisation, som får ansvaret for oversættelse af ETIM til det lokale sprog og koordinere behov for tilretninger af modellen. I Danmark er ETIM samlet under ETIM Danmark og er forankret i brancheorganisationen VELTEK.

## ETIM klassifikation
ETIM klassifikationsmodellen er opbygget ved brug af følgende kategorier eller enheder: 
- Produktgrupper
- Produktklasser
- Synonymer (nøgleord)
- Funktioner
- Værdier
- Antal

Hver produktgruppe indeholder produktklasser forbundet med et tema. En produktklasse kan kun tilhøre én produktgruppe. Indenfor produktklassen klassificeres sammenlignelige eller ”ens” produkter. Navnet på en produktklasse kan få tildelt synonymer for at specificere alternative navne for produktklassen. Det samme synonym kan tildeles mere end en produktklasse. Hver produktklasse er tildelt en række funktioner, der entydigt beskriver produktet. Dette skaber ETIM klassifikationen.
Standardiseringen giver leverandører af produkterne mulighed for at kunne blive fundet på baggrund af klassifikationsnavn (inkl. synonymer) eller funktion.

## Udgivelsesformat
Indholdet af ETIM-modellen er identisk i alle medlemslande, hvilket betyder at alle ETIM-klasser, der benyttes i et land, har fuldkommen de samme funktioner og samme identifikationskode i alle lande. Udgivelsesformatet har imidlertid tidligere været en smule forskelligt i landene. Eftersom dette kunne og også gav misforståelser, besluttede ETIM sig for at udvikle et nyt internationalt udgivelsesformat baseret på XML, en moderne og fleksibel bærer til ETIM-modellen. Med udgangspunkt i ETIM 6,0 så bliver ETIM IXF betragtet som dén internationale udgivelses ETIM-standard. ETIM IXF-formatet er flersproget, så den indeholder adskillige sprogversioner af ETIM-modellen i én fil. Til den fulde og detaljerede beskrivelse henviser vi til det separate dokument på ETIM IXF, som ligger under downloads på dette website.
Hvert land kan stadig beslutte at have yderligere lande-specifikke udgivelsesformater. ETIM CMT master databasen støtter allerede en række af eksportformater som ASCII (TXT), CSV, ACCESS og EXCEL. Kontakt venligst ETIM Danmark for yderligere information om formater .

## Udvekslingsformat produktdata
ETIM-datamodellen er fuldkommen ensartet og adskiller sig kun i sproget. Udvekslingsformatet for klassificerede produktdata, ikke at forveksle med udgivelsesformatet for datamodellen, fastsættes og defineres af hver enkelt ETIM-organisation. ETIM international anbefaler BMEcat® standard, der er det mest anvendte filudvekslingsformat i ETIM-landene. I nogle lande anvendes og accepteres nationale formater stadig – nogen gange samtidig med BMEcat.

## ETIM versioner
- "ETIM Clearing Center - Specification Product Data Exchange Format Version 1.02" anvender BMEcat 1.01 som base.
- ETIM BMEcat 1.2 indeholder ETIM-2.0 specifikation og er tilpasset BMEcat 1.2.
- ETIM version 3.0 (30. maj 2005 på tysk og engelsk).
- ETIM version 4.0 (15. januar 2008 på tysk, engelsk og hollandsk).
- Den 27. marts 2008 blev en rettet version offentliggjort. Ændringerne vedrører kun nogle enheder.
- ETIM version 5.0 (maj 2011)
- ETIM version 6.0 (29. april 2014 på tysk, engelsk og hollandsk).
- ETIM version 7.0 (4. september 2017 på engelsk og hollandsk) (for den elektriske og HVAC/sanitære sektor også på fransk og tysk).

## Samarbejde med andre organisationer
ETIM har været medlem af eCl@ss siden 1. januar 2006 og omvendt. eCl@ss svarer til ETIM på markedet for maskiner og anlægsbyggeri. Begge organisationer har sat sig som mål at ensrette klassifikationer til en standard og samarbejder med organisationerne VDMA, ZVEI og DIN.

## References
1. ↑  "enheder". Arkiveret fra originalen 4. december 2018. Hentet 3. december 2018.
2. ↑  "Formater". Arkiveret fra originalen 4. december 2018. Hentet 3. december 2018.
3. ↑  BMEcat Arkiveret 4. december 2018 hos  Wayback Machine på etim-international.com

- "Classification". ETIM International. 2014.
- "ETIM Releases". ETIM International. 2014.
- "Exchange format product data". ETIM International. 2014.

## External links
- ETIM International Arkiveret 3. december 2018 hos  Wayback Machine